# Gil Bronner

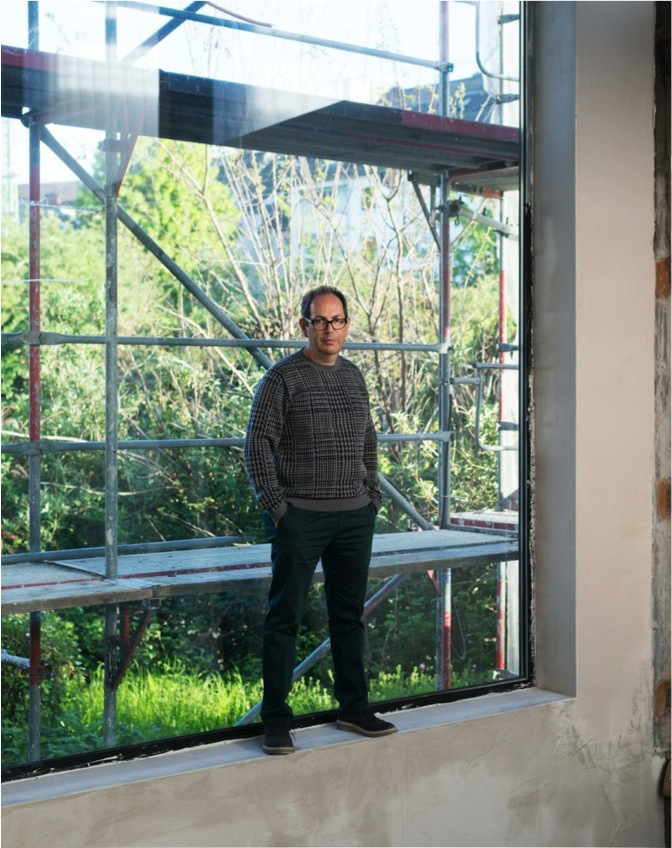
Gil Bronner (2016)

Gil Andreas Bronner (* 1962 in Düsseldorf) ist ein deutscher Immobilienentwickler und Kunstsammler.

## Leben
Bronner, Sohn des 1931 in der Tschechoslowakei geborenen Architekten Dan-Georg Bronner und dessen im Gebiet des Völkerbundsmandats für Palästina geborener Ehefrau Cary, wurde 1962 in Düsseldorf geboren, wohin seine Eltern über Israel, Berlin und Hamburg im gleichen Jahr gekommen waren. Die kunstinteressierten Eltern sammelten Kunst der klassischen Moderne und schufen die Cary und Dan-Georg Bronner Stiftung, die sich für die Förderung von zeitgenössischer Kunst und Künstlern einsetzt. Bronner, der als Treuhänder und Vorstandsmitglied dieser Stiftung fungiert, studierte an der Universität Köln Betriebswirtschaft (Abschluss Diplom-Kaufmann), arbeitete Mitte der 1990er Jahre als Immobilienunternehmer in den neuen Bundesländern und entdeckte dort für sich die Kunst der Neuen Leipziger Schule. Nach Auslandsaufenthalten in den Vereinigten Staaten, Kanada und Japan lag 2016 der Schwerpunkt seiner Immobilienentwicklung insbesondere auf Atelierhäusern.
Bronner stellte sich Anfang 2015 den Düsseldorfer Jonges als neues Mitglied vor.

### SammlungPhilara
Seine eigene, im Wesentlichen aus zeitgenössischer Kunst bestehende Sammlung, die 2016 über 1300 Objekte umfasste, brachte Gil Bronner ab dem Jahr 2006 zunächst auf dem Gelände der ehemaligen Leitz-Fabrik an der Walzwerkstraße 14 in Düsseldorf-Reisholz unter, wo er ab 2008 außerdem Ausstellungen organisierte und rund 70 Ateliers für lokale Künstler und Klassen der Kunstakademie Düsseldorf entstehen ließ.

Sammlung Philara (2017)

Ab Oktober 2014 ließ er von dem Architekturbüro Joachim Sieber in einem Hinterhof an der Birkenstraße 47 im Düsseldorfer Stadtteil Flingern die Gewerbehallen der ehemaligen Glasfabrik Lennarz zu einer multifunktionalen Kunstgalerie mit einer überdachten Ausstellungsfläche von gut 1700 m² umbauen, darunter Räume und Kabinette für Malerei, Grafik, Installationen, Videokunst und Skulpturen sowie eine Fläche von 220 m² für Wechselausstellungen. Ein Teil der Räumlichkeiten liegt in zwei unterirdischen Geschossen. Hinzu kommen das Café Lennarz und eine 550 m² große Dachterrasse für eine Skulpturenausstellung unter freiem Himmel mit Aussicht auf die Bahnstrecke Düsseldorf–Elberfeld. Der Hauptraum dieses am 26. Juni 2016 eröffneten Kunstzentrums ist eine zweigeschossige Halle mit einem Brückenkran. Der Komplex, der insbesondere dazu dient, Teile der Privatsammlung Bronners auszustellen, und die Industriearchitektur der vormaligen Nutzung ablesbar lässt, bezieht auch Flächen eines ehemaligen Industriegleises mit ein. Nachbarn auf dem Hinterhof sind die Wim-Wenders-Stiftung, das Büro des Bezirksverbandes Düsseldorf des Bundesverbandes Bildender Künstlerinnen und Künstler und die Filmwerkstatt Düsseldorf. 
Als Referenz an seine Kinder Philip und Lara firmieren Kunsthaus und Sammlung unter dem Namen Philara. Sie werden getragen durch Philara – Verein zur Förderung zeitgenössischer Kunst e. V. und gefördert durch die Cary und Dan-Georg Bronner Stiftung. Sie verfolgen das Ziel, aktuelle Entwicklungen des Kunstmarktes zu zeigen. Die sich ständig erweiternde Sammlung zeitgenössischer Kunst umfasst Arbeiten verschiedener Gattung wie Malerei, Bildhauerei, Installation, Fotografie und Papierarbeiten. Ihr Merkmal ist die Gegenüberstellung von lokalem Nachwuchs und etablierten, international agierenden Künstlern. Das Kunstzentrum und die Sammlung Philara gehören zu den Destinationen, die das vielgelesene britische Reisemagazin National Geographic Traveller bewogen hatten, Düsseldorf als einziges deutsches von weltweit 17 Reisezielen in seine Cool List 2017 aufzunehmen. Auch die italienische Wirtschaftszeitung Il Sole 24 Ore hob die Bedeutung der Sammlung Philara im Februar 2017 in einem Bericht über die Kunstszene Düsseldorfs hervor.
Bis 2022 war Katharina Klang Direktorin der Sammlung Philara. Ihre Nachfolgerin wurde die Kunsthistorikerin Julika Bosch.